# 3253 Gradie
3253 Gradie este un asteroid din centura principală, descoperit pe 28 aprilie 1982, de Edward Bowell.